# Ehrhardt
Ehrhardt város az USA Dél-Karolina államában, Bamberg megyében. Lakosainak száma 457 fő (2020. április 1.).

## Népesség
A település népességének változása:

| 2010 | 545 |
| 2020 | 457 |